# Roel C. Verburg
Roel C. Verburg (De Lier, 4 januari 1974) is een Nederlandse cabaretier, stand-upcomedian, zanger, gitarist en presentator. 

## Biografie
Verburg is een Nederlandse cabaretier en muzikant. Geboren en getogen in Woerden, zette hij zijn eerste stappen als muzikant op zeventienjarige leeftijd, spelend in verschillende bandjes. In 1994 verhuisde hij naar Amsterdam. Tijdens zijn studie Cognitieve psychologie aan de Vrije Universiteit Amsterdam besloot hij in 2000 het podium te betreden als cabaretier, waarbij hij zichzelf begeleidde op gitaar.
In 2002 nam hij deel aan het Leids Cabaret Festival. Kort daarna groeide zijn bekendheid door een bijzondere act waarin hij achteruit pratend optrad, wat hem een uitnodiging opleverde bij het tv-programma Kopspijkers.. In 2006 sloot hij zich aan bij het comedygezelschap Comedy Explosion.
Vanaf 2010 ging Verburg op tournee met zijn eerste avondvullende theaterprogramma Roel C. Verburg - De Naam Zegt Het Al en bracht tegelijkertijd zijn eerste album, Liedjes Voor De Kater, uit. In 2012 verscheen zijn Live-ep Zondagmiddag Live In De Engelenbak, en hij kreeg een wekelijks item in het radioprogramma Nachtegiel: Het is twee over twee, tijd voor Roel C. Hierin speelde hij wekelijks een nieuw lied. Het jaar daarop bracht Verburg zijn tweede theatershow uit, Roel C. Verburg – Dat Sowieso, en lanceerde hij zijn tweede studio-album Het Gele Album. 
Vanaf 2015 was hij wekelijks te zien op NPO 3 in het programma Padoem Patsss en speelde hij een rol als leraar in de bioscoopfilm Fashion Chicks. Daarnaast werd hij een vaste bespeler van het Amsterdamse Comedy Café. Dat jaar lanceerde hij ook een radioluik genaamd Roel op de Zingstoel bij Jeroen van Inkel op Radio Veronica en later op NPO Radio 5. Het jaar erna volgde het carnavalslied Ik Koester Je Oester, dat in diverse muzikale stijlen werd uitgebracht, waaronder een hiphop- en loungeversie. 
In 2019 sloot hij zich aan bij het impresariaat Grappige Zaken en startte hij samen met Harry Glotzbach de cabaretvoorstelling Comedy & Guitars. In 2021 bracht Verburg het live-album Solo uit, opgenomen in het Groningse Simplon, alsmede het album Warmwatermuziek, opgenomen met medewerking van gitarist Peer Thielen. In 2022 en 2023 toerde hij met de solovoorstelling Rock & Roll. In 2022 bracht hij het wederom een live-album uit, Duo, ditmaal opgenomen in TivoliVredenburg, met o.a. een duet met pianist Johan Hoogeboom. Aan het eind van dat jaar koos Verburg voor een opvallende releasevorm voor zijn nieuwste album, Ik Neem Mijn Tequila Altijd Met Een Korreltje Zout. Het album was uitsluitend verkrijgbaar als T-shirt, met een door Arie Koomen ontworpen hoesontwerp.
In de videoclips bij zijn nummers spelen bekende Nederlanders, zoals acteur Cees Geel, rapper Def P, actrice Jennifer Hoffman, cabaretier Henry van Loon, presentatrice Sylvana Simons en zanger Ruben Hein, vaak een gastrol.
Vanaf september 2024 is Roel samen met Marisa Heutink de stationvoice van Radio Veronica.

## Discografie

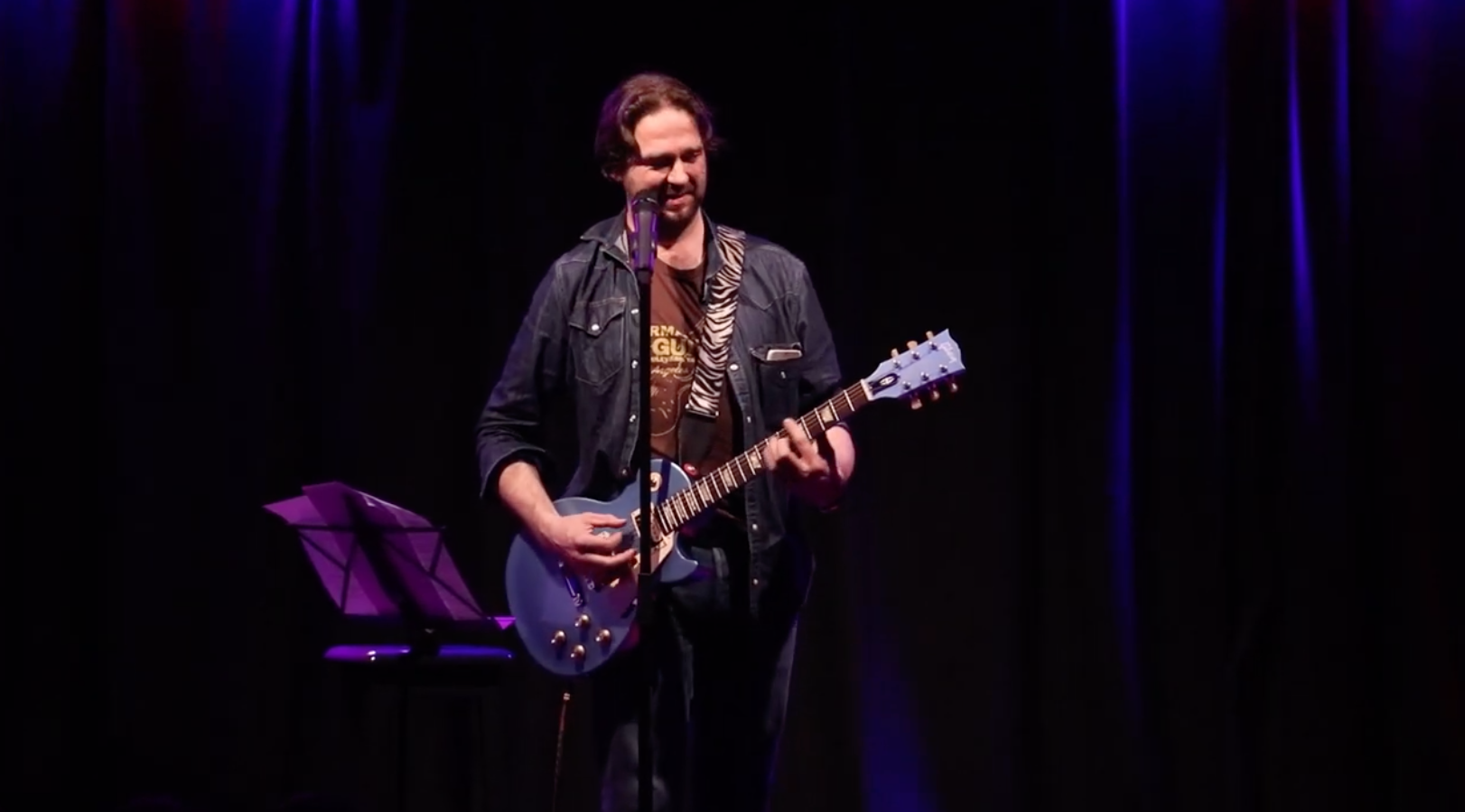
Verburg, 2020

### Albums
- 2011: Liedjes voor de kater[9]
- 2012: Zondagmiddag in de Engelenbak
- 2013: Het Gele Album[10]
- 2016: Ik Koester Je Oester[11]
- 2021: Solo
- 2021: Warmwatermuziek[12][13]
- 2022: Duo[14]
- 2022: Ik Neem Mijn Tequila Altijd Met Een Korreltje Zout[15]
- 2025: Veelgitariër
- 2025: De Roel C. Verburg Coverband Live in Concert

## Cabaretprogramma's
- 2010-2012: De Naam Zegt Het Al[16]
- 2013-2016: Dat Sowieso[17]
- 2019-2020: Comedy & Guitars (met Harry Glotzbach)[18]
- 2021-2024: Rock & Roll[19]
- 2024-2025: Magisch Realisme[20]